# دبي للعقارات
دبي للعقارات هي شركة تطوير وإدارة عقارات مقرها دبي، الإمارات العربية المتحدة . الشركة عضو في مجموعة دبي القابضة.
دبي للعقارات عضو في مجموعة دبي القابضة ومقرها دبي، الإمارات العربية المتحدة. يتمثل النشاط الأساسي لدبي للعقارات في تطوير مشاريع عقارية سكنية وتجارية واسعة النطاق داخل إمارة دبي.

## المشاريع
تشمل محفظة المشاريع العقارية التي تديرها شركة دبي للعقارات ما يلي:
- جميرا بيتش ريزيدنس
  - الممشى (جميرا بيتش ريزيدنس)
- خليج الأعمال
  - الأبراج التنفيذية
  - فندق الخليج التجاري
  - شارع باي
  - غروب، مردف
  - شروق، مردف
  - مدينة دبي للإنترنت
  - برج الرؤية
  - ساحة الخليج
  - جداف ووترفرونت
  - مدن
  - فيلانوفا
  - سيرينا
- رمرام
  - أبراج بلفيو
  - ريفرسايد
  - منازل الخور
  - الفيلا
  - 1 / جي بي آر [4]
  - دبي وارف [5]
  - منازل الخور [6]
  - لا في [7]

## روابط خارجية
- الموقع الرسمي